# Die Grenzländersaga
Die Grenzländersaga ist eine Fantasy-Trilogie der argentinischen Autorin Liliana Bodoc. In Lateinamerika ist die Romantrilogie äußerst erfolgreich.

## Handlung

### Band 1: Die Tage des Hirsches
In den Fruchtbaren Ländern herrscht Unruhe. Rätselhafte Ereignisse lassen die Obersten Astronomen der Bruderschaft der Freien Luft aufschrecken. Sie lesen in alten Schriften die Legenden von Misaianes, dem Sohn der Todbringenden, der eines Tages in die „Neue Welt“ kommen wird um die freien Völker zu unterwerfen. In der „Alten Welt“, wo die Sideresier leben, schart Misaianes bereits mächtige Truppen um sich. Der Rat der Obersten Astronomen ruft die sieben Stämme der Fruchtbaren Länder dazu auf, Vertreter nach Beleram, dem Sitz der Bruderschaft, zu schicken. In der Sternenstadt schmieden sie eine Allianz gegen Misaianes: den Bund des Hirsches.

### Band 2: Die Tage des Schattens
Fünf Jahre nachdem der Bund des Hirsches die Bedrohung aus der Alten Welt abgewehrt hat, legen die Sideresier, unter Führung von Misaianes, erneut an den Ufern der Neuen Welt an. Unterstützt werden sie vom intriganten Molitzmos vom Stamm der Sonnenherren und der Schattenfrau, der Mutter des Misaianes. In einem scheinbar aussichtslosen Kampf finden die Zauberer und Krieger der sieben Stämme unverhoffte Hilfe. Ein kleines Mädchen kann durch seine Unschuld die Pläne der Schattenfrau vereiteln.

### Band 3: Die Tage des Feuers
Die Tage des Feuers ist der dritte und letzte Band der Grenzländersaga. Ein letztes Mal versucht Misaianes die Herrschaft über die Neue Welt zu erlangen, doch während er erneut ein riesiges Heer übers Meer zu den Fruchtbaren Ländern schickt, erhebt sich nun auch in der Alten Welt der Widerstand. Zwei Hoffnungsträger – Vara und Aro – werden geboren; nicht durch Gewalt, sondern durch die Macht der vier Tugenden (die Erinnerung, die Ehre, einen Namen zu tragen, das Wissen und die Poesie) gelingt es ihnen, die Seele des geschundenen Kontinents wiederzuerwecken und den Samen des Widerstands zum Keimen zu bringen.

## Bodoc überDie Grenzländersaga
In Interviews beschreibt Bodoc das Thema der Grenzländersaga als eine kriegerische, philosophische, gesellschaftliche und wirtschaftliche Auseinandersetzung zwischen zwei Weltanschauungen: Die eine steht für „Verschiedenheit, Freiheit und Respekt vor der Natur“, die andere für „Uniformität, Sklaverei und Ausbeutung“. Bodoc zieht eine klare Linie zu J. R. R. Tolkiens Fantasy-Roman Der Herr der Ringe. Dieser sei „ein europäischer Epos, eurozentrisch und monarchistisch“. Tolkien schreibe „aus der Sicht der Mächtigen“, Bodoc „vom Standpunkt der Unterworfenen“.
Bodoc lässt in ihrer Saga auch die für die lateinamerikanische Literatur typischen Elemente des magischen Realismus einfließen. Die Phantastik erscheint in ihrem Buch als etwas Allgegenwärtiges, mit dem die Ratio in einem weicheren Licht erscheint. Sie wird in der Welt der Grenzländer kein Mittel zum Zweck, sie ist immanent in allem, was sich in dieser magischen Welt bewegt.

## Buchausgaben
- Die Grenzländersaga. Die Tage des Hirsches. Aus dem Spanischen von Matthias Strobel. Suhrkamp Verlag, Frankfurt am Main 2008, ISBN 978-3-518-45979-9.
- Die Grenzländersaga. Die Tage des Schattens. Aus dem Spanischen von Matthias Strobel. Suhrkamp Verlag, Frankfurt am Main 2008, ISBN 978-3-518-46029-0.
- Die Grenzländersaga. Die Tage des Feuers. Aus dem Spanischen von Matthias Strobel. Suhrkamp Verlag, Frankfurt am Main 2009, ISBN 978-3-518-46081-8.
- La saga de los confines. Los dias del venado. Editorial Norma, Buenos Aires 2000, ISBN 978-958-45-1190-4.
- La saga de los confines. Los dias de la sombra. Editorial Norma, Buenos Aires 2002, ISBN 978-987-545-381-4.
- La saga de los confines. Los dias del fuego. Editorial Norma, Buenos Aires 2004, ISBN 978-987-545-380-7.